# Tepango, Guerrero
Tepango är en ort i Mexiko.   Den ligger i kommunen Ayutla de los Libres och delstaten Guerrero, i den södra delen av landet, 280 km söder om huvudstaden Mexico City. Tepango ligger 328 meter över havet och antalet invånare är 730.
Terrängen runt Tepango är kuperad österut, men västerut är den platt. Runt Tepango är det ganska tätbefolkat, med 58 invånare per kvadratkilometer. Närmaste större samhälle är Ayutla de los Libres, 7,4 km norr om Tepango. Omgivningarna runt Tepango är en mosaik av jordbruksmark och naturlig växtlighet.